# FlyOne
Flyone est une compagnie aérienne privée à bas prix moldave basée à Chișinău. Fondée en 2015, elle a officiellement lancé ses opérations en 2016,. La compagnie assure des vols réguliers et charters depuis sa base de l'aéroport international de Chișinău.

## Histoire
La compagnie aérienne obtient son certificat d'opérateur aérien en mars 2016 et commence ses premiers vols réguliers en juin 2016 avec comme premières destinations Antalya, Héraklion et Rhodes. En 2019, FlyOne lance une plateforme de planification de voyage en collaboration avec GoQuo[source insuffisante].
À la suite de l'invasion de l'Ukraine par la Russie en 2022 le 24 février 2022 l'autorité de l'aviation civile de la République de Moldavie « interdit, à partir du 12 septembre 2022, aux compagnies nationales d’effectuer des vols dans l'espace aérien de la Russie ».

### Partage de code
FlyOne a un accord de partage de code avec la compagnie russe privée Utair.

## Flotte

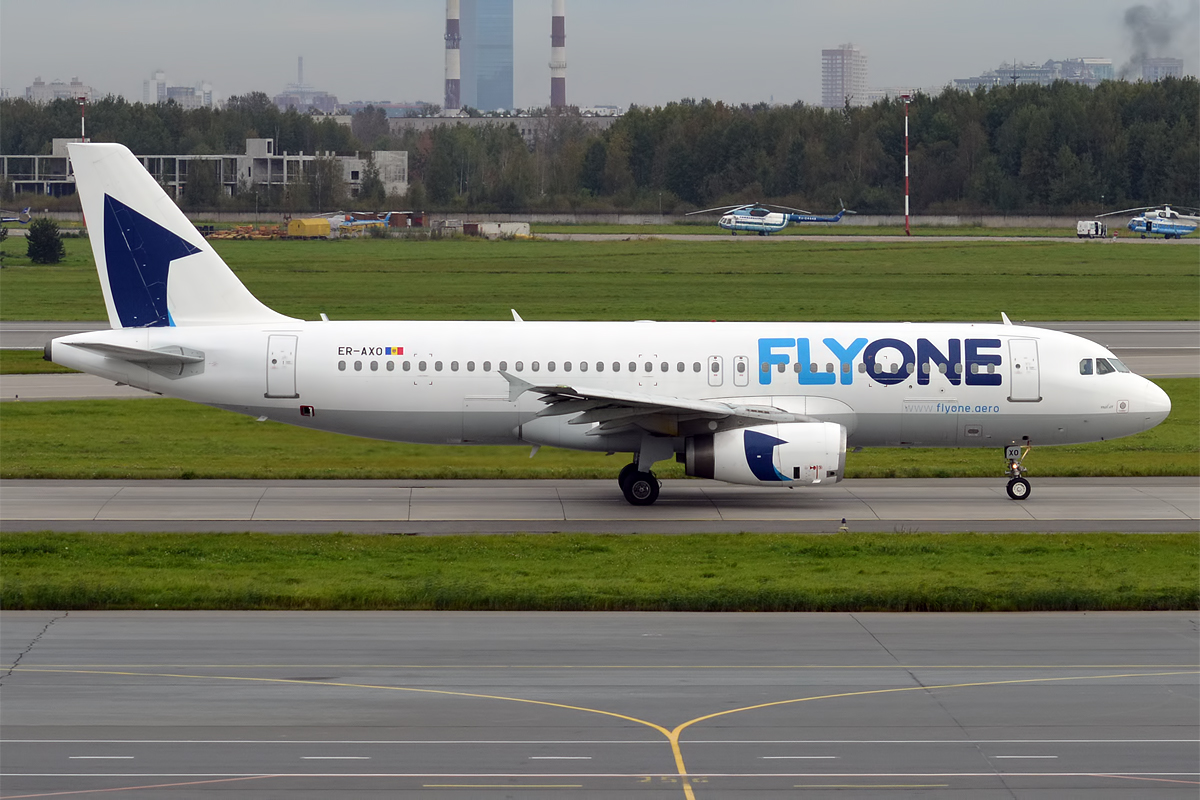
Fly One Airbus A320-200

La flotte de FlyOne comprend les avions suivants en septembre 2020 : 